# 다과회

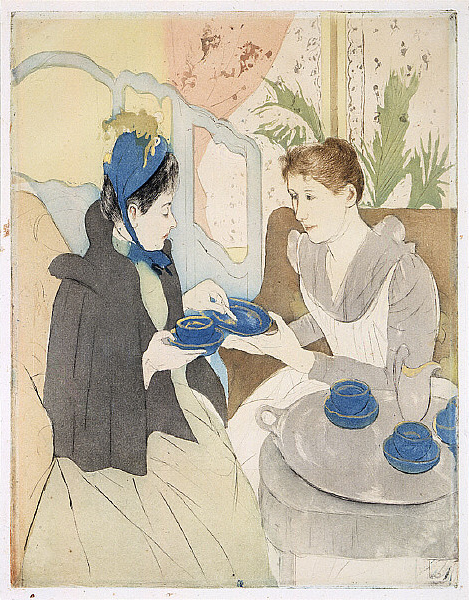
오후의 다과회, 1891, 메리 카사트

다과회(茶菓會)는 오후에 열리는 사교 모임이다. 수세기 동안, 많은 사회들은 정오에 회사와 차를 마시는 것을 매우 소중하게 여겨왔다. 다과회는 공식적인 비즈니스 미팅, 사교 행사 또는 단지 오후의 다과로 간주된다.
원래, 다과회에서, 느슨한 잎 차가 우유와 설탕과 함께 찻주전자에 제공되었다. 샌드위치, 스콘, 케이크, 페이스트리와 비스킷을 포함한 다양한 음식이 겹겹이 배열되어 차와 함께 제공되었다. 다과회에서 제공되는 음식은 특정한 계절에 따라 제공되었다. 사람들은 일반적으로 겨울에는 고체 음식을, 여름과 봄에는 과일과 딸기를 먹었다. 
공식적인 다과회는 일반적으로 도자기, 본차이나 또는 은과 같은 위세 기구의 사용에 의해 특징지어진다. 식탁은 냅킨과 어울리는 컵과 접시로 차려질 수 있다.
과거에는 오후의 다과회가 정기적으로 개최되었다. 반면, 최근에는 전통적인 방식으로 차와 음식을 선보이는 하이티 레스토랑에서 다과회는 친목 행사와 같은 형태가 되고 있다.

## 같이 보기
- 다도 (일본)
- 차 (음료)